# Chowdanayakanakoppa, Shikarpur
Chowdanayakanakoppa là một làng thuộc tehsil Shikarpur, huyện Shimoga, bang Karnataka, Ấn Độ.